# Đèo Pắc Lũng
Đèo Pắc Lũng là đèo trên quốc lộ 34 cũ, nay là đường tỉnh 202, ở vùng đất xã Huy Giáp huyện Bảo Lạc tỉnh Cao Bằng, Việt Nam .

## Vị trí
Đoạn Quốc lộ 34 từ thị trấn Bảo Lạc 22°56′50″B 105°40′48″Đ / 22,947168°B 105,679928°Đ đi Tĩnh Túc 22°39′19″B 105°52′56″Đ / 22,655293°B 105,882088°Đ được mở mới một phần theo thung lũng sông Neo. Đoạn đường cũ được chuyển đổi và mở thêm thành đường tỉnh 202 .
Đèo Pắc Lũng ở đoạn chuyển đổi này. Đèo được đặt tên theo bản Pắc Lũng.